# Coalición Mundial por los Bosques
La Coalición Mundial por los Bosques (GFC, por sus siglas en inglés para Global Forest Coalition) es una coalición de organizaciones no gubernamentales y organizaciones de pueblos indígenas que participan en el debate sobre políticas mundiales relacionadas con los bosques. Esta red promueve políticas de conservación forestal, elabora informes, apoya y coordina campañas, realiza denuncias, entre otras tareas. En 2022 cuenta con 120 miembros procedentes de 70 países.

## Historia
La Coalición Mundial por los Bosques fue creada en el año 2000 por 19 grupos de todo el mundo. Es la sucesora de la red informal Forest Working Group, que se estableció en 1995 para abogar por cuestiones de justicia social y las causas subyacentes de la pérdida de bosques, buscando que se aborden en los debates internacionales sobre políticas forestales. Simone Lovera se desempeña actualmente como directora ejecutiva de la GFC.

## Objetivo y actividades
La misión de la Coalición Mundial por los Bosques es defender los derechos de los pueblos dependientes de los bosques como base para la política forestal y abordar las causas directas y subyacentes de la deforestación y la degradación de los bosques. Para hacer esto, la GFC facilita la participación efectiva y equitativa de estos grupos en foros relacionados con la política global relativa a los bosques, y monitorea la implementación de los compromisos políticos acordados.

## Grupo de Trabajo sobre Bosques
El Grupo de Trabajo sobre Bosques (Forest Working Group) fue una red informal de cerca de veinte organizaciones, establecida en 1995, que precedió a la Coalición Mundial por los Bosques. Incluyó a organizaciones no gubernamentales de todas las regiones, que participaron en reuniones internacionales sobre políticas forestales y organizaron campañas conjuntas de promoción sobre temas como los derechos de los pueblos indígenas, políticas forestales socialmente justas y las causas subyacentes de la pérdida de bosques.